# Prințul Felix de Bourbon-Parma
Prințul Félix de Bourbon-Parma (Félix Marie Vincent; 28 octombrie 1893 – 8 aprilie 1970), a fost soțul Charlottei, Mare Ducesă de Luxemburg.